# Dryocopus
Dryocopus là một chi chim trong họ Picidae.

## Hình ảnh

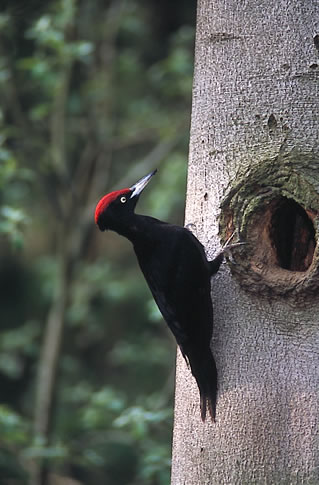
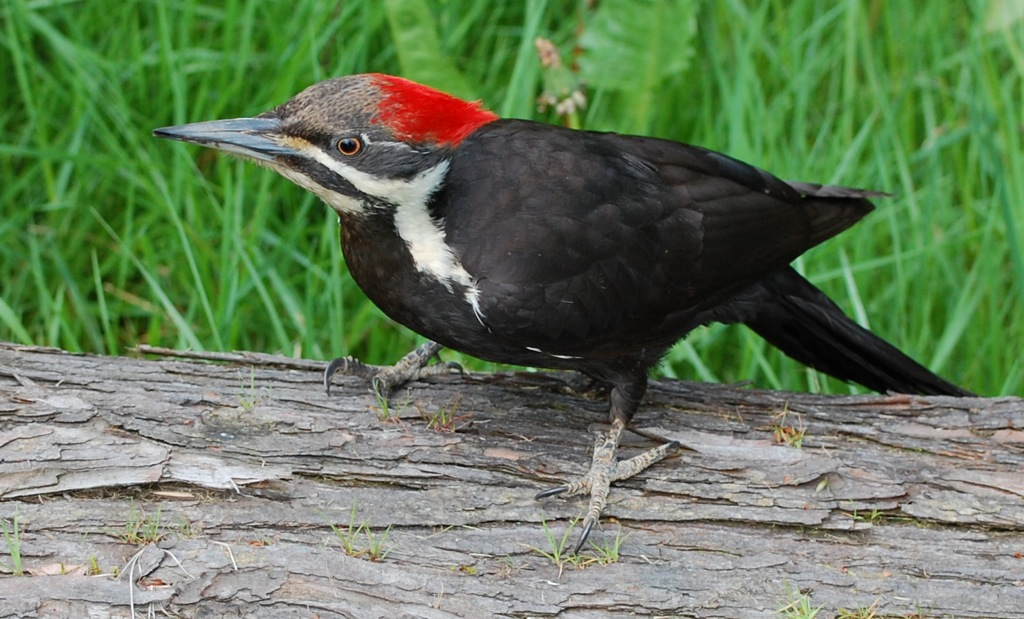
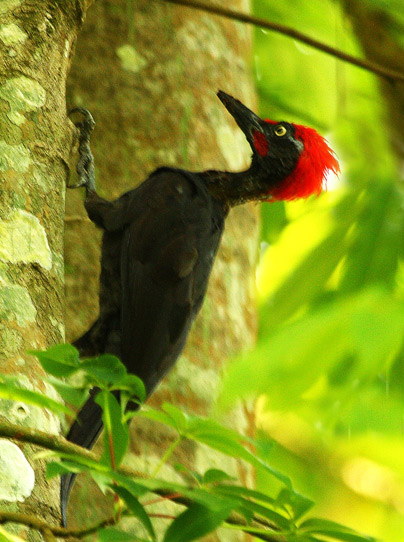
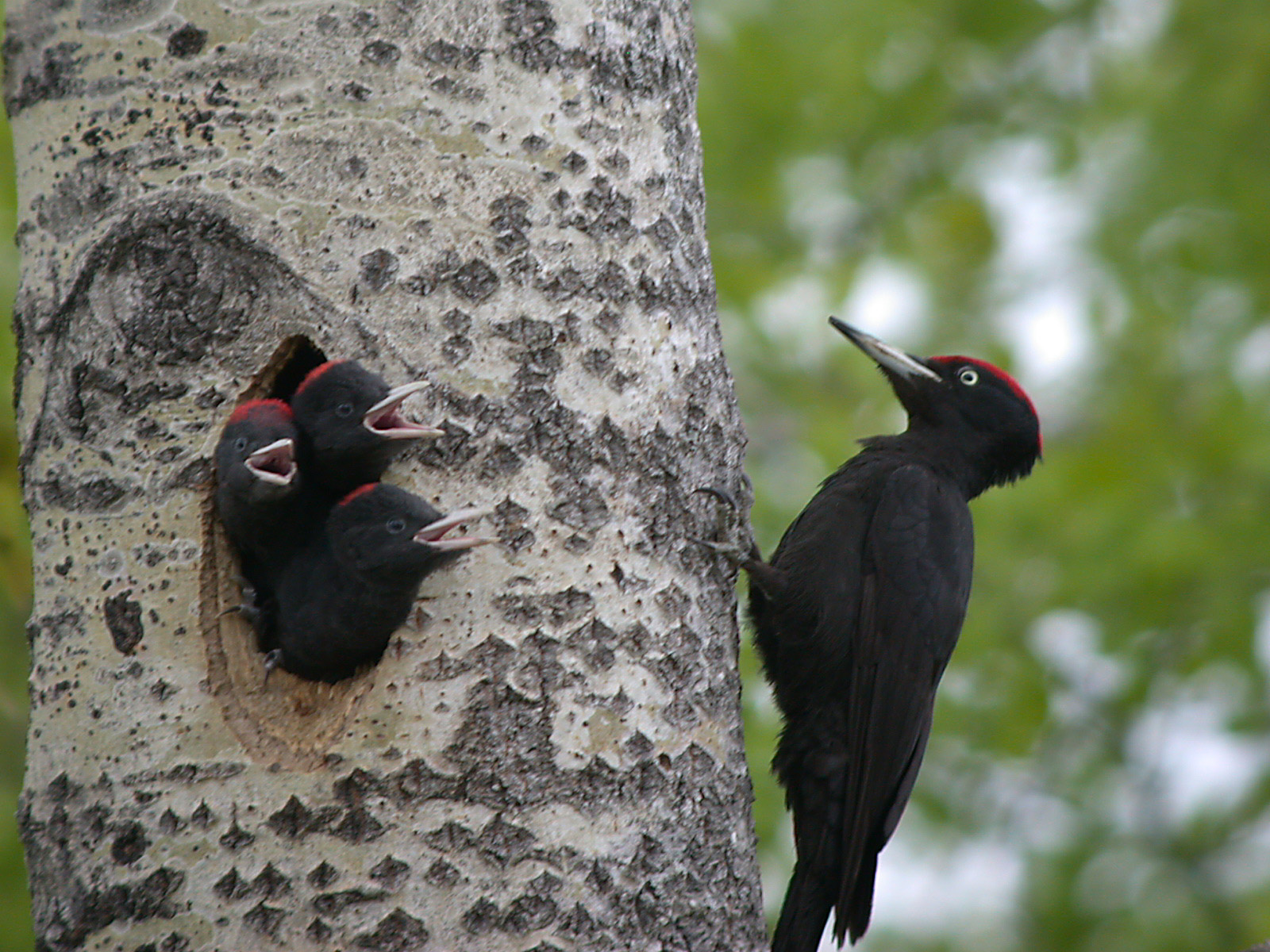
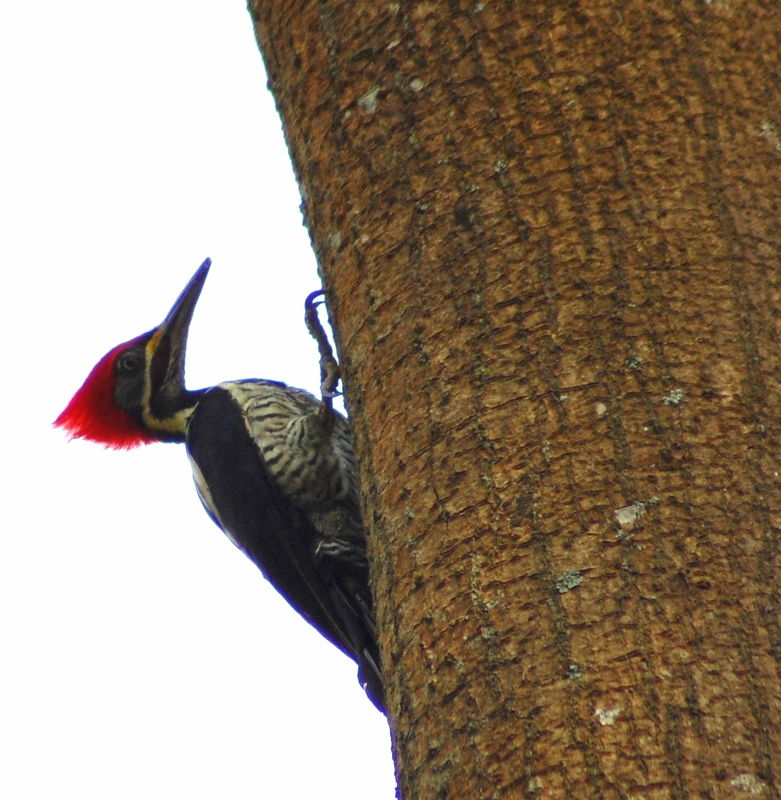

## Các loài
- Dryocopus galeatus
- Dryocopus lineatus
- Dryocopus schulzi
- Dryocopus pileatus
- Dryocopus javensis
- Dryocopus hodgei
- Dryocopus martius